# Витаутас Черняускас
Витаутас Гедиминас Черняускас (на литовски: Vytautas Černiauskas) е литовски футболист.

## Биография
Юноша на Екранас Паневежис Литва от 2006 до 2008, започва да играе за първия състав през 2008, като печели шампионска титла на Литва през 2008; 2009 и 2010, както и една купа на Литва през 2010. През 2010 преминава в румънския Васлуй. При румънците играе до лятото на 2014, когато преминава в полския Корона за един сезон. През лятото на 2015 подписва с Динамо Букурещ Румъния, а през есента на 2016 играе под наем в Ермис Арадипу Кипър. За сезон 2016/17 се завръща в Динамо Букурещ и печели купа на Румъния за този сезон. От юни 2017 е футболист на ЦСКА. Дебютира за армейците на 30 юли 2017 при победата с 2:6 над Ботев Пловдив. Напуска клуба на 13 юли 2020.
Има 6 мача за националния отбор на Литва, като преди това преминава през всички младежки формации – 1 мач до 17 години, 5 мача до 19 години, 15 мача до 21 години.